# Lac Casitas

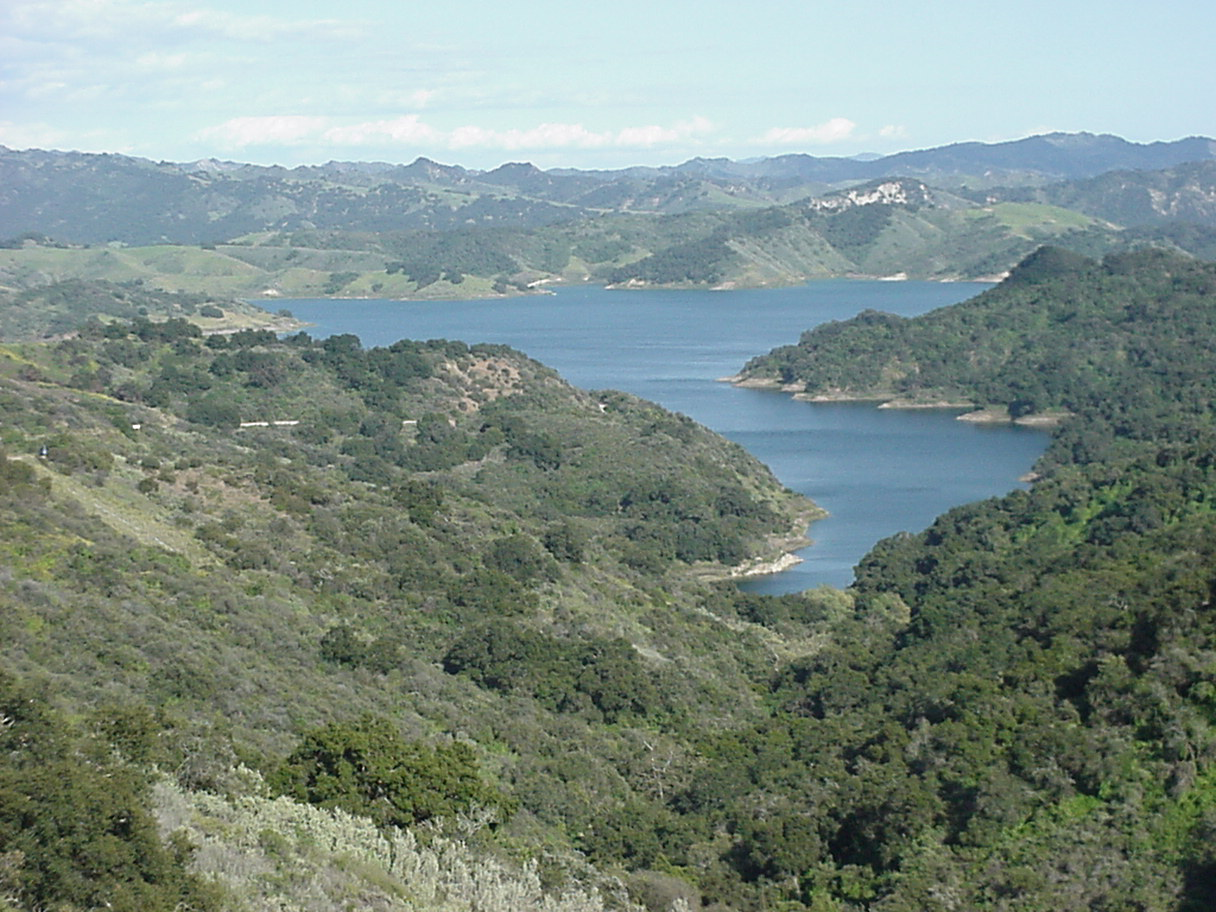
Le lac Casitas (vue vers l'est)

Le lac Casitas est un lac de retenue situé en Californie dans le comté de Ventura, au nord-ouest de Los Angeles.
Il a été créé lors de la construction d'un barrage en 1959.
Il est utilisé pour l'alimentation en eau de Los Angeles et pour l'irrigation.
Lors des Jeux olympiques d'été de 1984 les épreuves d'aviron et de Canoë-kayak ont eu lieu sur ce lac.